# الظهور (بني سعد)

تعديل مصدري - تعديل

الظهور هي إحدى قرى عزلة القوازعة بمديرية بني سعد التابعة لمحافظة المحويت، بلغ تعداد سكانها 218 نسمة حسب تعداد اليمن لعام 2004.